# Alberto Mora
Luis Alberto Mora Insúa (21 dicembre 1959) è un ex calciatore peruviano.

## Carriera

### Club
Ha giocato nel campionato peruviano ed ecuadoregno.

### Nazionale
Con la maglia della nazionale ha collezionato 6 presenze e la convocazione per la Copa América 1983.

## Palmarès

### Club

#### Competizioni nazionali
- Campionato peruviano: 1

Sporting Cristal: 1983